# Спортски стадион Акра
Спортски стадион Акра (енгл. Accra Sports Stadium) раније назван Охена Ђана Стадиум (Ohene Djan Stadium), је вишенаменски стадион (капацитета 40.000, свих седишта) који се налази у Акри, Гана, који се углавном користи за фудбалске утакмице савеза. Такође се користи за рагби унион.

## О стадиону
Стадион је инаугурисан 1962. године фудбалском утакмицом између Акре XI и Кумасија XI. Првобитно познат као спортски стадион Акра, стадион је преименован по Охене Ђану, првом спортском директору у земљи, 2004. године након реновирања. Његово преименовање је било прилично контроверзно и противили су се људи Га, припадници етничке мањине у Гани. Непрестано се води полемика око имена стадиона. Дана 16. јуна 2011. године, назив „Охена Ђана Стадиум“ на згради стадиона промењен је у „Спортски стадион Акра“ без икаквог званичног саопштења Скупштине града Акре уз подршку Владе Националног демократског конгреса.
Као одређено место за неке утакмице Афричког купа нација 2008., стадион је реконструисан, надограђен и модернизован како би задовољио ФИФА стандарде. Радови на стадиону су завршени у октобру 2007. Он је инаугурисан турниром четири нације који је Гана тада освојила (Зенитни куп).
Стадион је такође дом једног од најпопуларнијих клубова у Африци, Хартс оф Оук, као и Акра Лајонс ФК и Грејт Олимпикса, али се на њему понекад играју утакмице репрезентације Гане.
Током Купа афричких нација 2000. у Гани и Нигерији, стадион је био домаћин девет утакмица, а био је и место одржавања финала 1978. године.
Место је такође било домаћин важних професионалних боксерских догађаја, који су бројали 91 професионални боксерски програм од августа 2020. године. Можда најпознатија догодила се у суботу, 6. новембра 1976, када је Ганац Дејвид Котеи, светски шампион Светског боксерског савета у полутешкој категорији, изгубио титулу од будућег члана Међународне боксерске куће славних, Американца Мексичког порекла Денија Лопеза, једногласном одлуком од 15 рунди. Овај програм је такође укључивао окршај између непораженог, 29-0 потенцијалног играча Салија Шитуа и Феликса Фигерое, који је Шиту победио одлуком у 8 рунди. Публика на овом догађају се проценила на преко 100.000 фанова.